# Újszékely község
Újszékely község (románul: Comuna Secuieni) község Hargita megyében, Romániában. Központja Újszékely, beosztott falvai Alsóboldogfalva, Székelyszenterzsébet.

## Népessége
A 2011-es népszámlálás adatai alapján a község népessége 2644 fő volt.